# Nitrosomonas
Genre
Nitrosomonas est un genre de bactérie chimiotrophe de la famille des Nitrosomonadaceae.

## Taxonomie
Le nom correct complet (avec auteur) de ce taxon est Nitrosomonas Vinogradski, 1892.

### Étymologie
L'étymologie de ce genre Nitrosomonas est la suivante : Ni.tro.so.mo’nas. L. masc. adj. nitrosus, plein de bicarbonate de soude, qu'il faut comprendre ici comme nitreux; L. fem. n. monas, une unité, monère; N.L. fem. n. Nitrosomonas, la monère nitreuse, i.e., la monère produisant du nitrite. Le nom a été validé en 1980 par l'ICSP lors de l'établissement de la liste des noms approuvés de bactéries.

## Conditions de culture
Les conditions de culture optimales de Nitrosomonas sont un pH optimum entre 6.0-9.0 et des températures variant entre 20 et 40 °C

## Caractères microbiologiques
La plupart des espèces sont motiles grâce à un flagelle situé dans les régions polaires.
Les Nitrosomonas possèdent des membranes qui génèrent de l'énergie et qui forment de fins tubes allongés à l'intérieur des cellules. Ces membranes utilisent les électrons issus de l'oxydation d'ammoniac pour produire l'énergie. Il obtient le carbone qu'il exige de l'atmosphère via la fixation du carbone, qui convertit le carbone en forme gazeuse dans le carbone attaché.

## Habitat
Le genre se rencontre dans le sol, les eaux usées, l'eau douce, tout particulièrement dans les zones polluées qui contiennent de hauts niveaux de composés azotés.

## Utilité
Ces bactéries rares oxydent l'ammoniac en nitrites comme processus métabolique. Les Nitrosomonas sont utilisées dans le traitement des déchets industriels, des eaux usées et dans la bioremédiation. Ils sont importants dans le cycle de l'azote en augmentant la disponibilité d'azote aux plantes et en limitant la fixation de dioxyde de carbone.